# 马丁·卡塔利尼
马丁·彼得·卡塔利尼（英語：Martin Peter Cattalini，1973年10月4日—），澳大利亚前职业篮球运动员，曾随珀斯野猫队和阿德莱德36人队夺得NBL总冠军。他还代表澳大利亚参加了2000年夏季奥运会和2004年夏季奥运会男子篮球比赛。